# Vlag van Obwalden

Vlag van Obwalden

De vlag van Obwalden is de vlag van het kanton Obwalden in Zwitserland. De vlag is vierkant en bestaat uit twee horizontale banden, rood boven en wit onderen, en in het midden staat een sleutel afgebeeld. De kleuren op de vlag en het wapen van Obwalden zijn sinds de 13e eeuw zijn rood en wit. De sleutel van Petrus, die ook op de vlag van Genève en de vlag van Nidwalden staat, verscheen later in diezelfde eeuw voor het eerst op de vlag.
Obwalden en Nidwalden zijn halfkantons en zij vormden samen het samenwerkingsverband Unterwalden, maar die samenwerking is opgeheven. De vlag van Unterwalden is niet officieel, maar is een combinatie van de vlaggen van Obwalden en Nidwalden.